# Талтан
Талтан (на английски: Tahltan) е северноамериканско индианско племе, което живее в басейна на река Стикин в Британска Колумбия, Канада. Самите те се наричат „титсаканотене – хората от Титсакан“. Първоначално талтан, кашка и някои други местни групи са класифицирани заедно под името „нахани“. Говорят език на Атабаското езиково семейство.

## Култура
Талтан са предимно ловци и рибари. През летния сезон групите им се събират заедно, за да търгуват и провеждат годишните си празници. През зимата отделните семейства се разпръсват по планински лагери, за да ловуват. Тези лагери са временни и се състоят от няколко колиби от клони покрити с кора и шума. Зимата се придвижват със снегоходки, а от 1850 г. започват да използват кучето за носене на багаж и впоследствие въвеждат и шейните. Не са добри майстори в направата на канута. Лятото живеят в постоянните си риболовни лагери, разположени край богати на риба потоци и езера. В един такъв лагер има няколко големи дървени къщи от дъски, трупи и кора, повдигнати на понтони. Тези жилища функционират хем като дом, хем като пушилни за уловената риба.
Племето живее в добри търговски отношения с тлингит, в резултат на което силно се смесват с тях и в културата им навлизат доста елементи характерни за крайбрежната култура. От тлингит заимстват клановата система. Всеки човек принадлежи към двете основни разделения – Вълк и Врана, които от своя страна се състоят от три майчини клана – два към Вълк и един към Врана. По-късно се появява още един четвърти клан, състоящ се главно от потомци на смесени бракове с тлингит. Всеки клан има своя ловна и риболовна територия, свои песни, танци, имена и истории. Клана се ръководи от наследствен вожд, който управлява и действа като арбитър в случаи на спорове. Около 1875 г. вождовете на клановете се обединяват под ръководството на един лидер. Наследяването на лидерството, натрупването на богатство довело до създаването на горна класа. Няма ясно разграничаване между нея и обикновените хора. Робите винаги са пленници от други племена.

## Подразделения
Известни са 6 техни регионални подразделения:
- Таготин
- Налотин
- Тичанотин
- Талаготин
- Тлегтотин
- Насготин

## История
В началото на 19 век племето е опустошено от епидемии, от които оцеляват едва около 300 души. В средата на 19 век проучвателни дейности по река Стикин водят до големи промени в начина им на живот и още намаляване на населението. След 1874 г. европейските търговци изместват тлингит от търговията. Новите храни и инструменти, както и наемния труд трансформират традиционната им икономика и сезонни занимания. След 1972 г. племето се разглежда като две групи – Група Искут 705 души (2011) и Група Талтан 1755 души (2012).